# Balsa (Lusitània)
Balsa fou una ciutat de Lusitània a la costa sud. Pertanyia als lusitans o als turduls, i Plini el vell esmenta Balsa com una ciutat estipendiària. Per les seves monedes se sap que fou municipi. Rebia l'epítet de felix (Felix Balsa).
Fou esmentada també per Pomponi Mela. Perduda la seva localització exacta durant segles, tot i haver estat una de les ciutats romanes més grans de Lusitània en aquell moment, unes excavacions el 2019 van revelar finalment restes de la ciutat de Balsa al municipi de Tavira a l'actual Algarve.